# Perkolation (Technik)

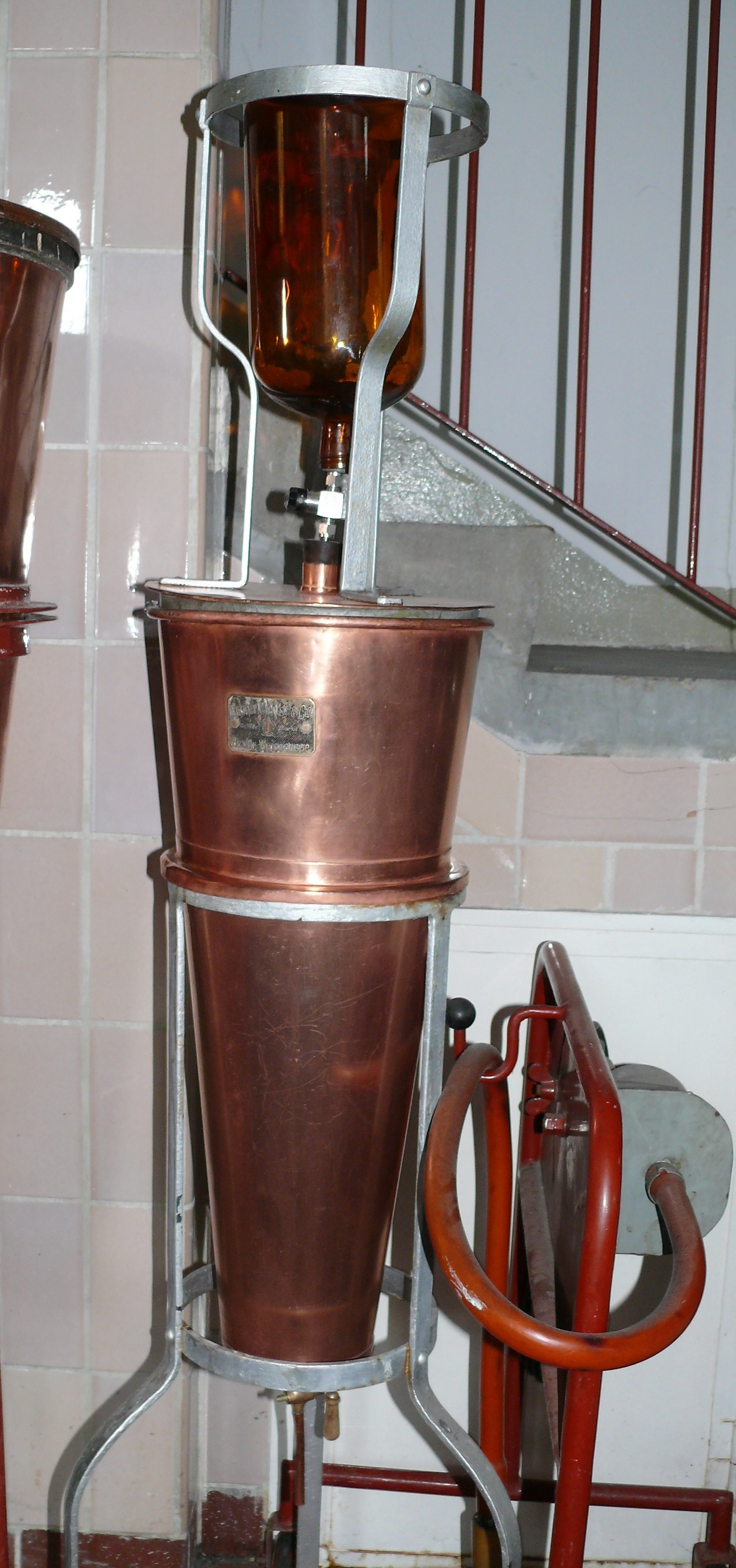
Perkolator in der PSM für Extraktion von Drogen

Die Perkolation (von lat. „percolare“ – durchsickern) beschreibt das Durchfließen von Wasser durch ein festes Substrat. Dabei können Mineralien herausgelöst oder gefällt werden; die ausgewaschenen Partikel nennt man Perkolate. Perkolation wird auch als Sickerlaugung bezeichnet.
Gebräuchlich ist dieser Begriff vor allem in der Hydrologie, wo er das den Boden durchsickernde Wasser umfasst. Es kommt erst zur Perkolation, wenn die Feldkapazität, also die maximale Wasserspeicherkapazität des Bodens gegenüber der Schwerkraft, überschritten wird. Geschieht dies auf der gesamten Mächtigkeit der ungesättigten Zone (vadose Zone), so wird neues Grundwasser gebildet.
In der pharmazeutischen Technik wird die Perkolation zur Gewinnung pflanzlicher Wirkstoffe benutzt. Hierbei wird ein zumeist warmes Lösungsmittel, wie beispielsweise Wasser oder Alkohol, durch die Pflanzen oder Pflanzenteile hindurchgeleitet; in der Laboratoriumspraxis meist mithilfe eines Soxhlet-Aufsatzes. Ein bekanntes Beispiel für die Perkolation ist auch die Zubereitung von Filterkaffee. Werden mehrere Perkolatoren in Reihe geschaltet (in der Praxis bis zu fünf), so wird dieses auch als Reperkolation bezeichnet.
In der Spirituosenfabrikation versteht man unter Perkolation eine Extraktion von Drogen durch „Verdrängung“. Man benutzt dafür zylindrische Gefäße aus Kupfer oder Steinzeug, die sich nach unten hin zum Auslauf verjüngen. Die zerkleinerten Drogen werden im Perkolator zwischen zwei Siebe platziert und der 30–60 % ABV Ansatzsprit darauf gegeben. Der Sprit diffundiert und reichert sich innerhalb einiger Tage mit den alkohollöslichen Gehaltsstoffen der Drogen an. Nach drei bis sechs Tagen wird das Vorperkolat langsam abgelassen. Über den Zufluss wird dann gleichzeitig so lange weiterhin Ansatzsprit eingetrichtert, bis die Gehaltsstoffe der Pflanzenteile im Wesentlichen ausgezogen sind. Es folgt die Nachperkolation, bei der durch Zugabe von Wasser versucht wird, den verbliebenen Sprit herauszudrücken.